# Луцій Ноній Аспренат
Лу́цій Но́ній Аспрена́т (лат. Lucius Nonius Asprenas, з 10 по 5 до н. е. — після 29 року н. е.) — політичний діяч Римської імперії, консул-суффект 29 року.

## Життєпис
Походив з роду нобілів Ноніїв. Син Луція Нонія Аспрената, консула 6 року та Кальпурнії. Про його життя мало збереглося відомостей. З 20 до 21 року був квестором. У 29 році став консулом-суффектом разом з Авлом Плавцієм. Подальша доля невідома.